# University Oval (Dunedin)
Das University Oval ist ein Cricketstadion im Logan Park in Dunedin, Neuseeland. Das Cricketfeld befindet sich auf dem Universitätsgelände der University of Otago, welches namensgebend für das Cricketfeld war. Der Logan Park wurde zwischen 1913 und 1920 erbaut und dient neben Cricket auch als Trainings- und Austragungsstätte für Fußball- und Rugbybegegnungen. Das Stadion ist Austragungsort für internationale Test Matches und One-Day Internationals.

## Kapazität & Infrastruktur
Das Oval ist kein klassisches Cricketstadion. Es besitzt nur einen großen Grandstand mit Sitzplätzen. Ansonst wird das Cricketfeld nur von Grasflächen umrandet. Dies lädt viele Studenten und Familien zum Zuschauen und Picknicken ein. Regulär besitzt das Stadion eine Kapazität von 3.500 Plätzen, die jedoch mit temporären Erweiterungen auf 6.000 erhöht werden kann. Die beiden Ends heißen Northern End und Southern End.

## Internationales Cricket
Internationales Cricket fand im University Oval erst statt, nachdem das bisherige Test-Cricket Stadion in Dunedin, Carisbrook zum Abriss vorgesehen war. Der erste Test von Neuseeland wurde an dieser Stelle im Januar 2008 gegen die Cricket-Nationalmannschaft von Bangladesch ausgetragen. Seit 2010 werden hier auch ODIs ausgetragen, das erste ebenfalls gegen Bangladesch. Beim Cricket World Cup 2015 wurden hier drei Vorrundenspiele ausgetragen.

## Nationales Cricket
Das Stadion ist das Heimstätte für das Cricketteam von Otago.